# IX. Radu havasalföldi fejedelem
IX. Radu Șerban (? – Bécs, 1620. március 13.) Havasalföld fejedelme volt 1601-ben, 1602. augusztus és 1610. december, illetve 1611. június és szeptember között.
Preda és Radu Buzescu segítségével és a bécsi udvar támogatásával került a trónra. 1610 karácsonyán értesülve Báthory Gábor hadainak közeledtéről, Moldvába, majd Bécsbe menekült. Báthory követséget küldött Konstantinápolyba, hogy elhitesse a Portával, az ő érdekükben támadta meg Havasalföldet. Báthory tervét azonban nem hagyták jóvá, hanem Radu Mihneát helyezték az ország élére. Radu Șerban segítséget kért II. Mátyástól, a lengyelektől és a törököktől is, de 1611-ben csak néhány hónapra tudta visszaszerezni a hatalmat. Amikor 1611 júniusában Báthory megtámadta Brassót, Michael Weiss főbíró Radu Șerbantól kért segítséget. A földvári csatában a vajda román és kozák serege a melléállt szászokkal és az északról jövő lengyel zsoldosokkal kiegészített magyar sereggel megfutamította az erdélyi fejedelmet és Nagyszebenig követte. Nagyszeben ostromára azonban már nem került sor, mivel az Erdély felé tartó török hadakkal Radu Mihnea visszafoglalta Târgoviștét, elűzte a kozákokat, a lengyeleket és a magyarokat, ezért Radu Șerban előbb Lengyelországba, majd Bécsbe menekült.
Még bojárként építtette a Comana kolostort, majd uralkodása idején a Cernica kolostort.
Feleségétől (Ilinca din Margineni) három lánygyermeke született. Törvénytelen fia I. Constantin Șerban, havasalföldi és moldvai fejedelem.